# الله‌آباد روتک
الله‌آباد روتک، روستایی از توابع بخش پشتکوه شهرستان خاش در استان سیستان و بلوچستان ایران است.

## جمعیت
این روستا در دهستان پشتکوه قرار دارد و براساس سرشماری مرکز آمار ایران در سال ۱۳۹۵، جمعیت آن ۱۰۰ نفر (۲۵خانوار) بوده‌است.